# Oud-Genepiën
Oud-Genepiën (Frans: Vieux-Genappe, Waals: Vî Djnape) is een plaats in de Belgische provincie Waals-Brabant en een deelgemeente van Genepiën. Oud-Genepiën is bekend om zijn oude hoeves, in het verleden verbonden aan de Abdij Affligem.
Het dorpscentrum ligt in het zuidoosten van de deelgemeente, tegen de stadskern van Genepiën aan. Op de rest van het grondgebied van de deelgemeente liggen nog enkele landelijke gehuchten verspreid, waaronder Promelles, Fonteny (op de grens met Loupoigne), Trou-du-Bois (op de grens met Baulers), Bruyère Madame, Vieux Manants en Maison du Roi (op de grens met Plancenoit).

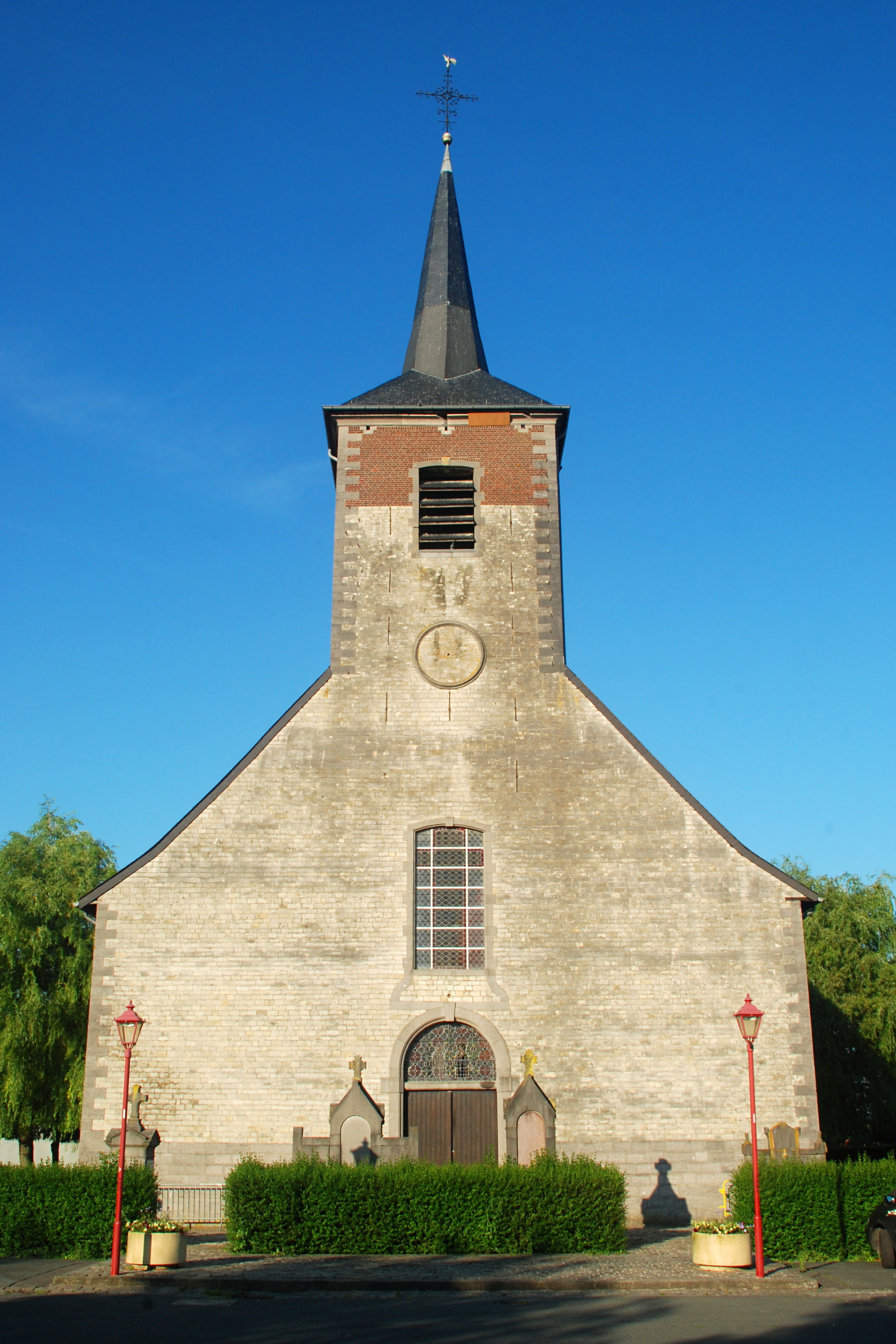
Église Saint-Géry

## Geschiedenis
De gemeente was zelfstandig tot de fusie van 1977 toen het als deelgemeente bij Genepiën werd gevoegd.

## Bezienswaardigheden
- De Ferme du Chantelet (ferme de Chanteleux, eerst vermeld in 1312[1]), waar Michel Ney overnachtte op de vooravond van de Slag bij Waterloo. Op deze site bevindt zich de geklasseerde barokkapel uit 1661.
- De Ferme d’Hulencourt: in 1094 aan de abdij geschonken door Ida van Verdun, echtgenote van Eustaas II van Boulogne, sinds 1988 thuisbasis van de Golf Club d'Hulencourt.
- De Ferme du Caillou, gebouwd in 1757,[2] waar Napoleon Bonaparte overnachtte aan de vooravond van de Slag Bij Waterloo, sinds 1951 het enige Napoleonmuseum van België.[3]
- Le Petit Foriest: heden een natuureducatief centrum.[4]
- De Ferme de Cour-le-Moine.
- De Sint-Gorikskerk (Église Saint-Géry) In deze kerk werd de eerste zoon van Lodewijk XI van Frankrijk gedoopt in 1459. De huidige inrichting dateert van de restauratie door de abdij van Affligem in 1769.[5]
- De Chapelle du Chantelet werd in 1612 gesticht en de kapel is van 1662. Het is een bakstenen kapel met natuurstenen sierelementen, uitgevoerd in barokstijl.

## Natuur en landschap
In Vieux-Genappe vindt men de Sucrerie de Genappe, een suikerfabriek die in 2004 werd gesloten. De bezinkvijvers (bassins de décantation) vormen sindsdien een natuurreservaat. De hoogte aan de kerk is 116 meter.

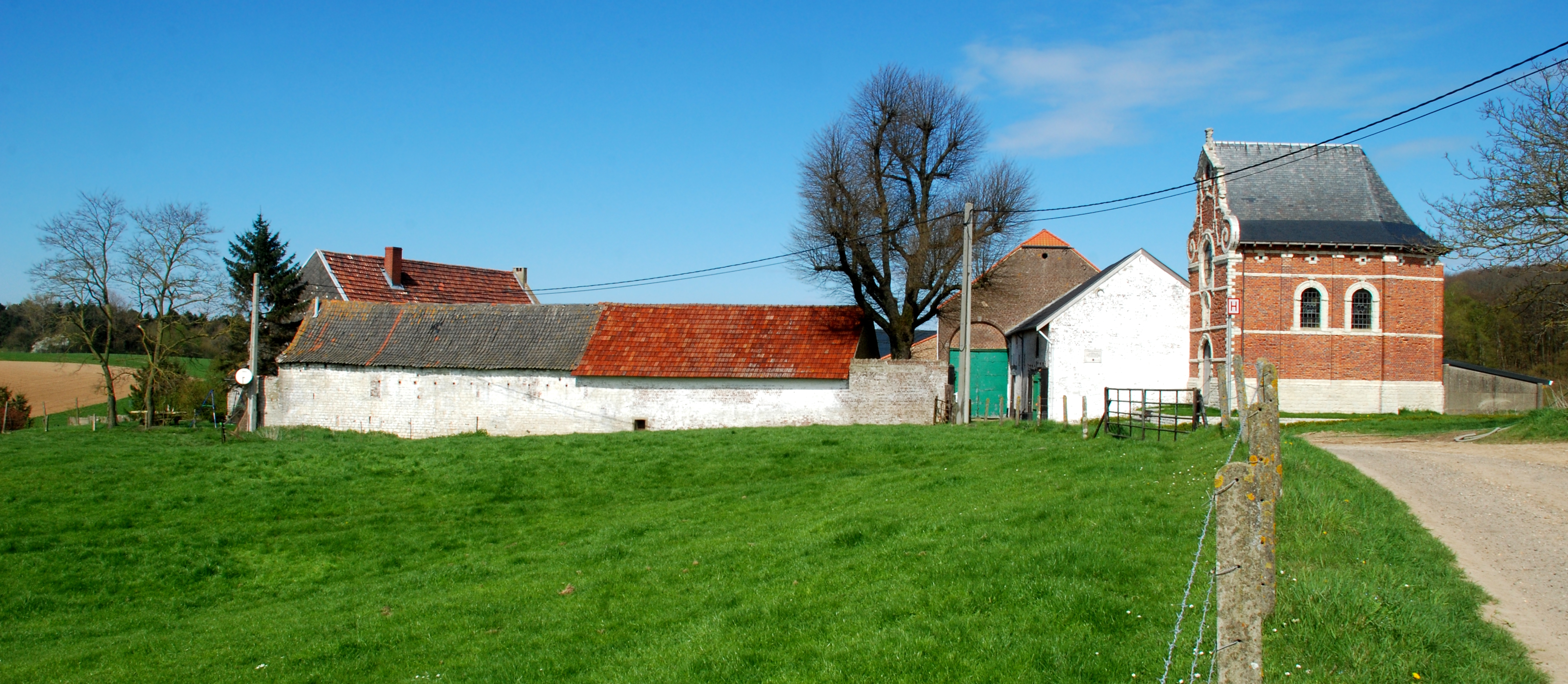
Ferme du Chantelet

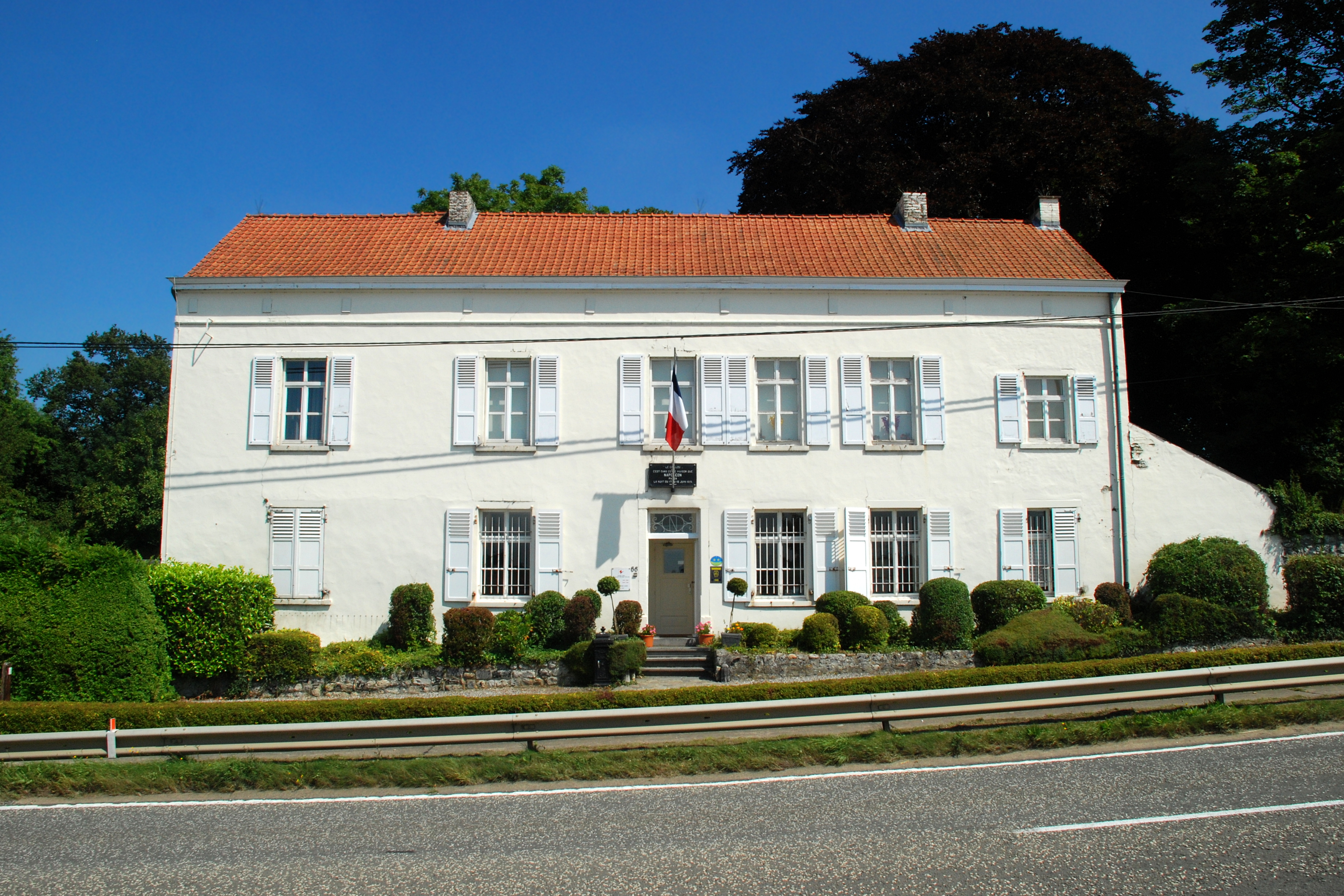
Ferme du Caillou

## Demografische ontwikkeling
- Bronnen:NIS, Opm:1831 tot en met 1970=volkstellingen

## Politiek
Vieux-Genappe had een eigen gemeentebestuur en burgemeester tot de gemeentelijke fusie van 1977. Burgemeesters waren:
- 1867-1878 : Charles-François Vandevelde
- 1878-1896 : Joseph Maubille
- 1896-1912 : Jules Forest
- 1912-1915 : Léopold Gossiaux
- 1918-1921 : Pierre Gilbert
- 1921-1939 : Ernest Gustave Paridaens
- 1939-1943 : Léon Defalque
- 1943-1944 : Jules Taburiaux (dienstdoend)
- 1944-1946 : Léon Defalque
- 1947-1953 : Ernest Gustave Paridaens
- 1953-1958 : Léon Defalque
- 1959-1964 : Georges Bodart
- 1964-1976 : Marcel Marcq

## Nabijgelegen kernen
Genappe, Promelles, Thines, Loupoigne
Deelgemeenten: Baisy-Thy · Bousval · Genepiën · Glabais · Houtain-le-Val · Loupoigne · Oud-Genepiën · Ways

Overige plaatsen: La Bruyère · Bruyère Madame · Baisy · Basse-Laloux · Le Chantelet· Chênemont · Dernier Patard · La Falise · Ferrières · Les Flamandes · Fonteny · Foriest · Fosty · Hattain · Houtain-le-Mont · La Hutte · La Motte  · Loncée · Maison du Roi · Noirhat · Pallandt · Promelles · Quatre Bras · Ry-d'Hez · Sclage · Thy · Trou-du-Bois · Vieux Manants · Wanroux

Belgische gemeenten · Arrondissement Nijvel · Waals-Brabant · Wallonië